# Răgetul Felinelor Fulger
Răgetul Felinelor Fulger (engleză ThunderCats Roar) este un serial de animație dezvoltat de Victor Courtright și Marly Halpern-Graser pentru Cartoon Network. Produs de Warner Bros. Animation, a avut premiera pe 22 februarie 2020. Este al treilea serial de televiziune în franciza Felinele Fulger după serialul original din 1985 și serialul de televiziune din 2011. Este singura lucrare solo a lui Jules Bass fără partenerul său Arthur Rankin Jr., care a murit în ianuarie 2014, și ultimul serial de televiziune al lui Bass înainte de moartea sa în octombrie 2022. Premisa serialului este similară cu aceea a serialului original; în care Felinele Fulger scapă din lumea lor natală pe moarte Thundera, aterizează pe al Treilea Pământ și se confruntă cu o mulțime de răufăcători conduși de Mumm-Ra. La fel ca Haideți, Tineri Titani!, serialul este un ton mai luminos și comedic decât încarnările anterioare. Serialul a avut o recepție mixtă din partea criticilor și a fost primit cu răceală de către fanii serialului original datorită designurilor personajelor, umorului și caracterizărilor.
În România a avut premiera pe 18 mai 2020 pe canalul Cartoon Network.

## Premiza
Rămânând cu adevărat la premiza serialului original, Lion-O și Felinele Fulger – Tygra, Panthro, Cheetara, WillyKit și WillyKat – abia reușesc să scape de distrugerea planetei lor Thundera, doar ca să aterizeze pe misterioasa și exotica planetă a celui de Al Treilea Pământ. Lion-O, noul numit lord al Felinelor Fulger, încearcă să își conducă echipa spre a face din această planetă noua lor casă. O mână bizară de creaturi și răufăcători stau în calea lor, inclusiv Mumm-Ra, care nu va lăsa pe nimeni, chiar și pe Felinele Fulger, să îi oprească dominația tiranică a planetei.

## Distribuție și personaje
- Max Mittelman – Lion-O și WillyKat
- Erica Lindbeck – Cheetara și WillyKit
- Patrick Seitz – Tygra și Mumm-Ra
- Chris Jai Alex – Panthro

## Episoade
| Premiera originală | Premiera în România | N/o | Titlu român                     | Titlu englez                |  |
| ------------------ | ------------------- | --- | ------------------------------- | --------------------------- |  |
|                    |                     |     |                                 |                             |  |
| PRIMUL SEZON       |                     |     |                                 |                             |  |
|                    |                     |     |                                 |                             |  |
| 22.02.2020         | 03.06.2020          | 01  | Exodul                          | Exodus                      |  |
| 22.02.2020         | 03.06.2020          | 02  | Exodul                          | Exodus                      |  |
|                    |                     |     |                                 |                             |  |
| 29.02.2020         | 20.05.2020          | 03  | Legenda lui Boggy Ben           | The Legend of Boggy Ben     |  |
|                    |                     |     |                                 |                             |  |
| 29.02.2020         | 19.05.2020          | 04  | Pozna telefonică                | Prank Call                  |  |
|                    |                     |     |                                 |                             |  |
| 07.03.2020         | 18.05.2020          | 05  | Sfredelitorul                   | Driller                     |  |
|                    |                     |     |                                 |                             |  |
| 07.03.2020         | 20.05.2020          | 06  | Secretul unicornului            | Secret of the Unicorn       |  |
|                    |                     |     |                                 |                             |  |
| 14.03.2020         | 22.05.2020          | 07  | Panthro și plagiatul            | Panthro Plagiarized!        |  |
|                    |                     |     |                                 |                             |  |
| 14.03.2020         | 19.05.2020          | 08  | Invazia fecioarelor războinice  | Warrior Maiden Invasion     |  |
|                    |                     |     |                                 |                             |  |
| 21.03.2020         | 18.05.2020          | 09  | Sabia pierdută                  | Lost Sword                  |  |
|                    |                     |     |                                 |                             |  |
| 21.03.2020         | 22.05.2020          | 10  | Înspăimântătorul munte cârlig   | The Horror of Hook Mountain |  |
|                    |                     |     |                                 |                             |  |
| 28.03.2020         | 21.05.2020          | 11  | Fulgero-dezordonații            | ThunderSlobs                |  |
|                    |                     |     |                                 |                             |  |
| 28.03.2020         | 25.05.2020          | 12  | Fata cea muncitoare             | Working Grrrl               |  |
|                    |                     |     |                                 |                             |  |
| 04.04.2020         | 25.05.2020          | 13  | Mandora cea care urmărește răul | Mandora - The Evil Chaser   |  |
|                    |                     |     |                                 |                             |  |
| 04.04.2020         | 26.05.2020          | 14  | Dr. Dometome                    | Dr. Dometome                |  |
|                    |                     |     |                                 |                             |  |
| 11.04.2020         | 26.05.2020          | 15  | Hai să învățăm                  | Study Time                  |  |
|                    |                     |     |                                 |                             |  |
| 11.04.2020         | 21.05.2020          | 16  | Mumm-Ra cel nepieritor          | Mumm-Ra, the Ever-Living    |  |
|                    |                     |     |                                 |                             |  |
| 18.04.2020         | 27.05.2020          | 17  | Năvalnicii                      | Berserkers                  |  |
|                    |                     |     |                                 |                             |  |
| 18.04.2020         | 27.05.2020          | 18  | Lecția de istorie               | Jaga History                |  |
|                    |                     |     |                                 |                             |  |
| 25.04.2020         | 28.05.2020          | 19  | Barbastella                     | Barbastella                 |  |
|                    |                     |     |                                 |                             |  |
| 25.04.2020         | 28.05.2020          | 20  | Adoptă un șacal                 | Adopt a Jackal              |  |
|                    |                     |     |                                 |                             |  |
| 02.05.2020         | 29.05.2020          | 21  | Distracție într-o zi de vară    | Summer Fun Day!             |  |
|                    |                     |     |                                 |                             |  |
| 02.05.2020         | 29.05.2020          | 22  | Safari Joe                      | Safari Joe                  |  |
|                    |                     |     |                                 |                             |  |
| 09.05.2020         | 01.06.2020          | 23  | Ratar-O                         | Ratar-O                     |  |
|                    |                     |     |                                 |                             |  |
| 09.05.2020         | 01.06.2020          | 24  | Misiunea prințului Graun        | Prince Starling's Quest     |  |
|                    |                     |     |                                 |                             |  |
| 16.05.2020         | 02.06.2020          | 25  | Lion-S                          | Lion-S                      |  |
|                    |                     |     |                                 |                             |  |
| 16.05.2020         | 02.06.2020          | 26  | Snarf îsi ia zi liberă          | Snarf's Day Off             |  |
|                    |                     |     |                                 |                             |  |
| 23.05.2020         | 30.11.2020          | 27  | Mumm-Ra de pe planeta Plun-Darr | Mumm-Ra of Plun-Darr        |  |
| 23.05.2020         | 30.11.2020          | 28  | Mumm-Ra de pe planeta Plun-Darr | Mumm-Ra of Plun-Darr        |  |
|                    |                     |     |                                 |                             |  |
| 02.11.2020         | 02.12.2020          | 29  | Mandora și legea ei             | Mandora's Law               |  |
|                    |                     |     |                                 |                             |  |
| 02.11.2020         | 02.12.2020          | 30  | Drumul fulgerului               | Thunder Road                |  |
|                    |                     |     |                                 |                             |  |
| 03.11.2020         | 01.12.2020          | 31  | Fuzionarea                      | Corporate Buyout            |  |
|                    |                     |     |                                 |                             |  |
| 03.11.2020         | 01.12.2020          | 32  | Hachiman                        | Hachiman                    |  |
|                    |                     |     |                                 |                             |  |
| 04.11.2020         | 03.12.2020          | 33  | Marea aventură                  | Schnorp                     |  |
|                    |                     |     |                                 |                             |  |
| 04.11.2020         | 03.12.2020          | 34  | Berbilii                        | Berb-Cules                  |  |
|                    |                     |     |                                 |                             |  |
| 05.11.2020         | 04.12.2020          | 35  | Pumm-Ra                         | Pumm-Ra                     |  |
|                    |                     |     |                                 |                             |  |
| 05.11.2020         | 04.12.2020          | 36  | Regele mașinăriilor             | King of the Machines        |  |
|                    |                     |     |                                 |                             |  |
| 06.11.2020         | 07.12.2020          | 37  | Furtul de săbii                 | Sword Heist                 |  |
|                    |                     |     |                                 |                             |  |
| 06.11.2020         | 07.12.2020          | 38  | Claudus                         | Cladus                      |  |
|                    |                     |     |                                 |                             |  |
| 09.11.2020         | 08.12.2020          | 39  | Teledonul                       | Telethon                    |  |
|                    |                     |     |                                 |                             |  |
| 09.11.2020         | 08.12.2020          | 40  | Mall-Ra                         | Mall-Ra                     |  |
|                    |                     |     |                                 |                             |  |
| 10.11.2020         | 09.12.2020          | 41  | Eclipsorr                       | Eclipsorr                   |  |
|                    |                     |     |                                 |                             |  |
| 10.11.2020         | 09.12.2020          | 42  | Vrăji-Ra                        | Wizz-Ra                     |  |
|                    |                     |     |                                 |                             |  |
| 11.11.2020         | 10.12.2020          | 43  | Cățeii fulger                   | ThunderDogs                 |  |
|                    |                     |     |                                 |                             |  |
| 12.11.2020         | 10.12.2020          | 44  | Mini Mongor                     | Mini Mongor                 |  |
|                    |                     |     |                                 |                             |  |
| 13.11.2020         | 11.12.2020          | 45  | Johnny mleștinosul              | Swampy Johnny               |  |
|                    |                     |     |                                 |                             |  |
| 16.11.2020         | 11.12.2020          | 46  | Grădina lui Tygra               | Tygra's Garden              |  |
|                    |                     |     |                                 |                             |  |
| 17.11.2020         | 14.12.2020          | 47  | Raza spațială                   | The Space Beam              |  |
|                    |                     |     |                                 |                             |  |
| 18.11.2020         | 14.12.2020          | 48  | Crăciunul mutanților            | Plundsmas                   |  |
|                    |                     |     |                                 |                             |  |
| 19.11.2020         | 15.12.2020          | 49  | Irosirea timpului               | Killing Time                |  |
|                    |                     |     |                                 |                             |  |
| 20.11.2020         | 15.12.2020          | 50  | Grune Grune Grune               | Grune                       |  |
|                    |                     |     |                                 |                             |  |
| 21.11.2020         | 16.12.2020          | 51  | Prima zi a recunoștinței        | The First Thundsgiving      |  |
|                    |                     |     |                                 |                             |  |
| 05.12.2020         | 16.12.2020          | 52  | Mandora salvează crăciunul      | Mandora Saves Christmas     |  |
|                    |                     |     |                                 |                             |  |

## Producție

### Dezvoltare
Pe 18 mai 2018, serialul a fost anunțat în mod oficial. În aceeași zi s-a lansat și un scurt videoclip în culisele serialului. Este al treilea serial al francizei Felinele Fulger, și va avea o animație și un ton radicalizate spre comedie.

### Distribuție
Odată cu anunțul oficial, s-a anunțat distribuția principală: Max Mittelman, Erica Lindbeck, Patrick Seitz și Chris Jai Alex.

## Primire

### Înainte de premieră
Videoclipul din culisele serialului a divizat fanii, unii dintre ei comparând acest serial cu Haideți, Tineri Titani!, chiar dacă Courtright a zis că acțiunea va fi o parte importantă a serialului.